# Ōza 1965
L'Ōza 1965 è stata la tredicesima edizione del torneo goistico giapponese Ōza.

## Svolgimento
- W indica vittoria col bianco
- B indica vittoria col nero
- X indica la sconfitta
- +R indica che la partita si è conclusa per abbandono
- +N indica lo scarto dei punti a fine partita
- +F indica la vittoria per forfeit
- +T indica la vittoria per timeout
- +? indica una vittoria con scarto sconosciuto
- V indica una vittoria in cui non si conosce scarto e colore del giocatore

|  | Primo turno         | Primo turno         | Primo turno |  |  | Secondo turno   | Secondo turno   | Secondo turno  |   |               | Semifinali    | Semifinali    | Semifinali |  |  | Finale | Finale | Finale |
|  |                     |                     |             |  |  |                 |                 |                |   |               |               |               |            |  |  |        |        |        |
|  | Norio Kudo          |                     |             |  |  |                 |                 |                |   |               |               |               |            |  |  |        |        |        |
|  | Ichigen Okubo       | Ichigen Okubo       | W+0,5       |  |  | Ichigen Okubo   | Ichigen Okubo   | W+3,5          |   |               |               |               |            |  |  |        |        |        |
|  | Toshi Hoshino       | Toshi Hoshino       |             |  |  | Hideo Otake     | Hideo Otake     |                |   |               |               |               |            |  |  |        |        |        |
|  | Hideo Otake         | Hideo Otake         | B+R         |  |  |                 |                 |                |   | Ichigen Okubo | Ichigen Okubo | B+12,5        |            |  |  |        |        |        |
|  | Toshio Sekiyama     | Toshio Sekiyama     |             |  |  |                 | Hosai Fujisawa  | Hosai Fujisawa |   |               |               |               |            |  |  |        |        |        |
|  | Takeo Kajiwara      | Takeo Kajiwara      | W+5,5       |  |  | Takeo Kajiwara  | Takeo Kajiwara  |                |   |               |               |               |            |  |  |        |        |        |
|  | Toshihiro Shimamura | Toshihiro Shimamura |             |  |  | Hosai Fujisawa  | Hosai Fujisawa  | B+R            |   |               |               |               |            |  |  |        |        |        |
|  | Hosai Fujisawa      | Hosai Fujisawa      | V           |  |  |                 |                 |                |   |               | Ichigen Okubo | Ichigen Okubo | 0          |  |  |        |        |        |
|  | Dogen Handa         | Dogen Handa         | V           |  |  |                 | Dogen Handa     | Dogen Handa    | 2 |               |               |               |            |  |  |        |        |        |
|  | Michiharu Sakai     | Michiharu Sakai     |             |  |  | Dogen Handa     | Dogen Handa     | V              |   |               |               |               |            |  |  |        |        |        |
|  | Tatsuaki Iwata      | Tatsuaki Iwata      |             |  |  | Shuzo Ohira     | Shuzo Ohira     |                |   |               |               |               |            |  |  |        |        |        |
|  | Shuzo Ohira         | Shuzo Ohira         | B+7,5       |  |  |                 |                 |                |   | Dogen Handa   | Dogen Handa   | W+9,5         |            |  |  |        |        |        |
|  | Katsuji Kada        | Katsuji Kada        |             |  |  |                 | Eio Sakata      | Eio Sakata     |   |               |               |               |            |  |  |        |        |        |
|  | Shuyo Miyashita     | Shuyo Miyashita     | B+R         |  |  | Shuyo Miyashita | Shuyo Miyashita |                |   |               |               |               |            |  |  |        |        |        |
|  |                     |                     |             |  |  | Eio Sakata      | Eio Sakata      | B+R            |   |               |               |               |            |  |  |        |        |        |
|  |                     |                     |             |  |  |                 |                 |                |   |               |               |               |            |  |  |        |        |        |

## Finale
La finale è una sfida al meglio delle tre partite.